# 보잉 777X
보잉 777X(영어: Boeing 777X)는 보잉 777의 후속 기종으로 동체를 연장하고 GE9X 엔진과 새로운 날개를 장착해 현재 개발 중인 모델로 보잉 777 모델 중 가장 크다.

## 개요
2024년 상용화를 목표로 개발 중에 있는 기종으로 기존의 타사 기종과 달리 연료 소모를 12% 낮출 수 있고 날개의 경우 보잉 777 기종보다 긴 편이지만, 접이식 윙팁을 사용해 기존의 날개 길이가 줄어들어 공항에 전용 주기장이 필요없다고 보잉 측이 언급했다. 2013년부터 주문이 들어가기 시작해 현재까지 271대를 수주했다.

## 모델 목록

### 보잉 777-8
기존의 보잉 777-300ER와 달리 3클래스 배열이 가능하며 최대 350명 이상 수요를 처리할 수 있다. 또한 날개 면적은 9,400m이다. 또한 에어버스 사에서 제작한 에어버스 A350-1000 기종과 경쟁할 것으로 보인다. 일반석(이코노미 클래스)으로만 꾸려 나갈 경우 최대 500석 이내 장착 가능하다.

### 보잉 777-9
최대 400명 이상 수용할 수 있으며 3 클래스 배열이 가능하다. 또한 날개 면적은 8,100m²이다. 한편 보잉사는 시장에서 경쟁 부분에 대해 아무런 경쟁자가 없다고 전했다. 다만 이 항공기를 일반석으로 꾸릴 경우 550~570석까지 넣을 수 있어, 기존에 사용중인 보잉 777-300ER이나 에어버스 A340-600(두 기체들은 종래에 쓰이던 보잉 747-400의 대체 비행기이자 유사 사이즈 항공기)보다 더 많은 승객수를 넣을 수 있는 이점이 있다.

## 주문 항공사
| 컬러 | 비고        |
| ---- | ----------- |
| *    | 현재 운용사 |
| *    | 과거 운용사 |
|      | 도입 예정   |

## 제원
| 모델                            | 777-8                                                       | 777-9                                                       |
| ------------------------------- | ----------------------------------------------------------- | ----------------------------------------------------------- |
| 조종사                          | 2                                                           | 2                                                           |
| 좌석 배치                       | 353 (3-클래스)                                              | 407 (3-클래스)                                              |
| 길이                            | 228 ft 2 in (69.5 m)                                        | 250 ft 11 in (76.5 m)                                       |
| 날개 길이                       | 언폴디드: 235 ft 6 in (71.8 m) 폴디드: 212 ft 8 in (64.8 m) | 언폴디드: 235 ft 6 in (71.8 m) 폴디드: 212 ft 8 in (64.8 m) |
| 가변후퇴날개                    | TBA                                                         | TBA                                                         |
| 꼬리 높이                       | 64 ft 6 in (19.7 m) 건물7층높이                             | 64 ft 6 in (19.7 m) 건물7층높이                             |
| 캐빈                            | 19 ft 7 in (5.97 m)                                         | 19 ft 7 in (5.97 m)                                         |
| 좌석                            | 18 in (45.7 cm) 10 브레스트 이코노미                        | 18 in (45.7 cm) 10 브레스트 이코노미                        |
| 기체                            | 20 ft 4 in (6.20 m)                                         | 20 ft 4 in (6.20 m)                                         |
| 화물 수용 넓이                  | 40× LD3                                                     | 48× LD3                                                     |
| 최대 자체 무게                  | TBA                                                         | 362,000 lb (164,202 kg)                                     |
| 운영 중량                       | TBA                                                         | 415,000 lb (188,241 kg)                                     |
| 최대 연료 중량                  | TBA                                                         | 527,000 lb (239,043 kg)                                     |
| 최대 착륙 중량                  | TBA                                                         | 557,000 lb (252,651 kg)                                     |
| 최대 이륙 중량                  | 775,000 lb (351,500 kg)                                     | 775,000 lb (351,500 kg)                                     |
| 보통 순항 속도                  | TBA                                                         | TBA                                                         |
| 최대 순항 속도                  | TBA                                                         | TBA                                                         |
| 최대 항속 거리                  | > 9,300 nmi (17,224 km, 10,702 mi)                          | > 8,200 nmi (15,186 km, 9,436 mi)                           |
| 이륙 거리 MTOW (해발 고도, ISA) | TBA                                                         | TBA                                                         |
| 최대 연료 적재력                | TBA                                                         | TBA                                                         |
| 실용 상승 한도                  | 43,100 ft (13,140 m)                                        | 43,100 ft (13,140 m)                                        |
| 엔진 (×2)                       | 제너럴 일렉트릭 GE9X                                        | 제너럴 일렉트릭 GE9X                                        |
| 추력 (×2)                       | 105,000 lbf (470 kN)                                        | 105,000 lbf (470 kN)                                        |

## 같이 보기
- 보잉 777
- A350-1000